# ماج سيف (ماك)
ماج سيف (بالإنجليزية: MagSafe)‏ هي سلسلة من موصلات الطاقة المتصلة مغناطيسيًا لأجهزة كمبيوتر ماك المحمولة التي قدمتها شركة أبل وقد تم طرحها في 10 يناير 2006، بالتزامن مع ماك بوك برو، أول كمبيوتر محمول يعمل بنظام إنتل، في معرض مكوورلد.

## معرض الصور

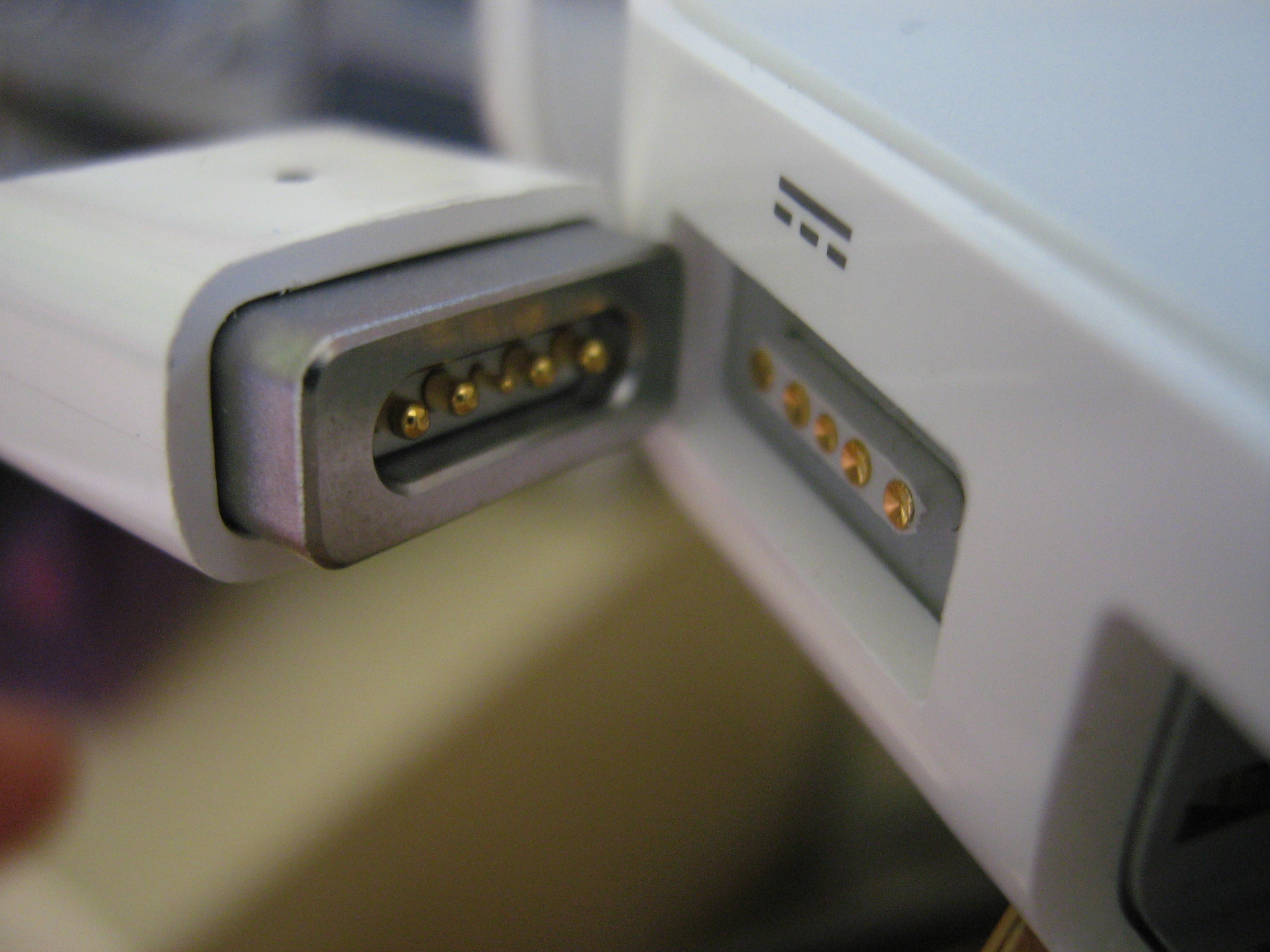
الجيل الأول من محول الطاقة ماج سيف الذي يتم شحنه مع ماك بوك و‌ماك بوك برو
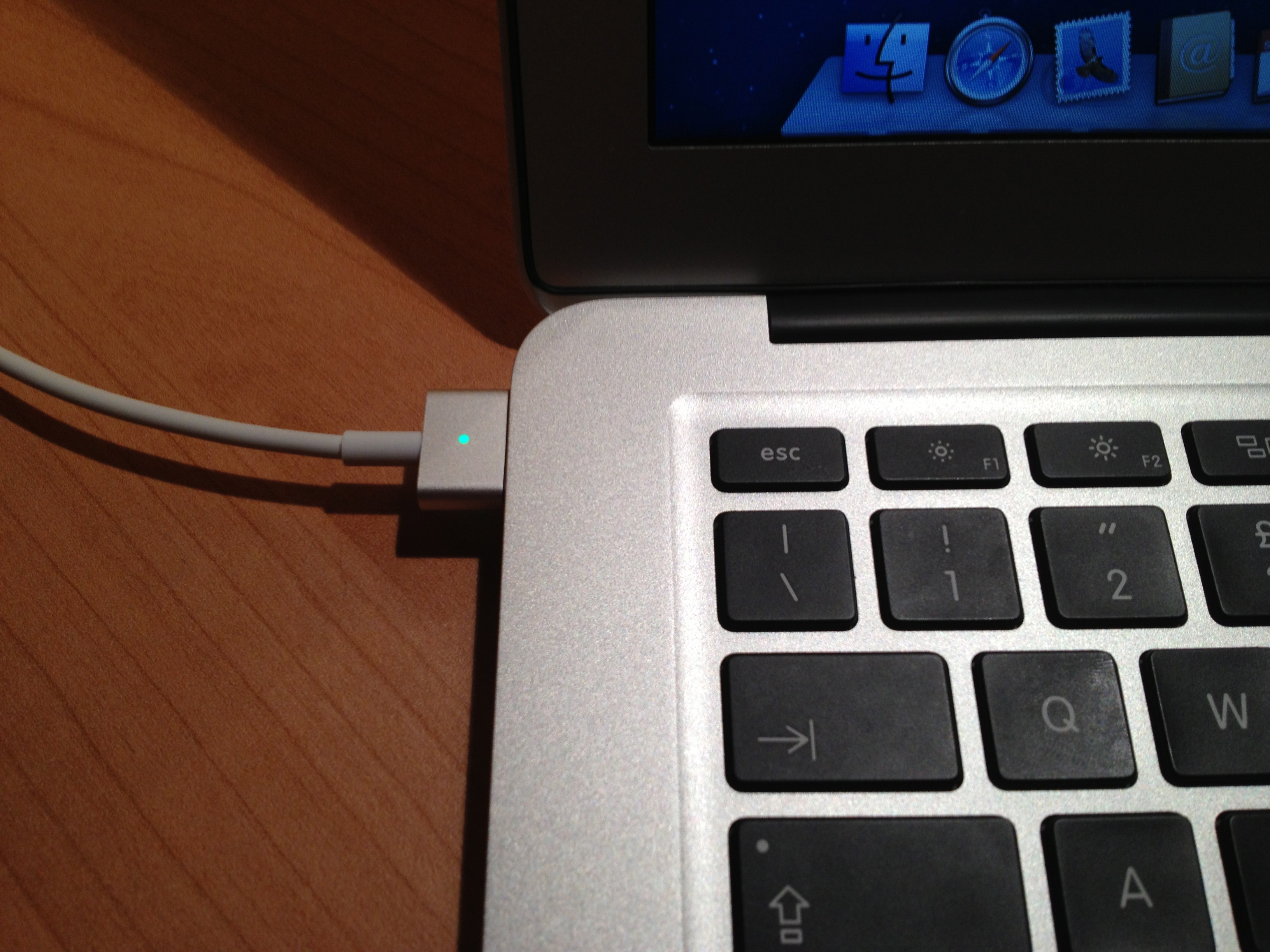
الجيل الثاني من محول الطاقة ماج سيف الذي يتم شحنه مع طرازات ماك بوك برو وما بعد 2012 ماك بوك آير
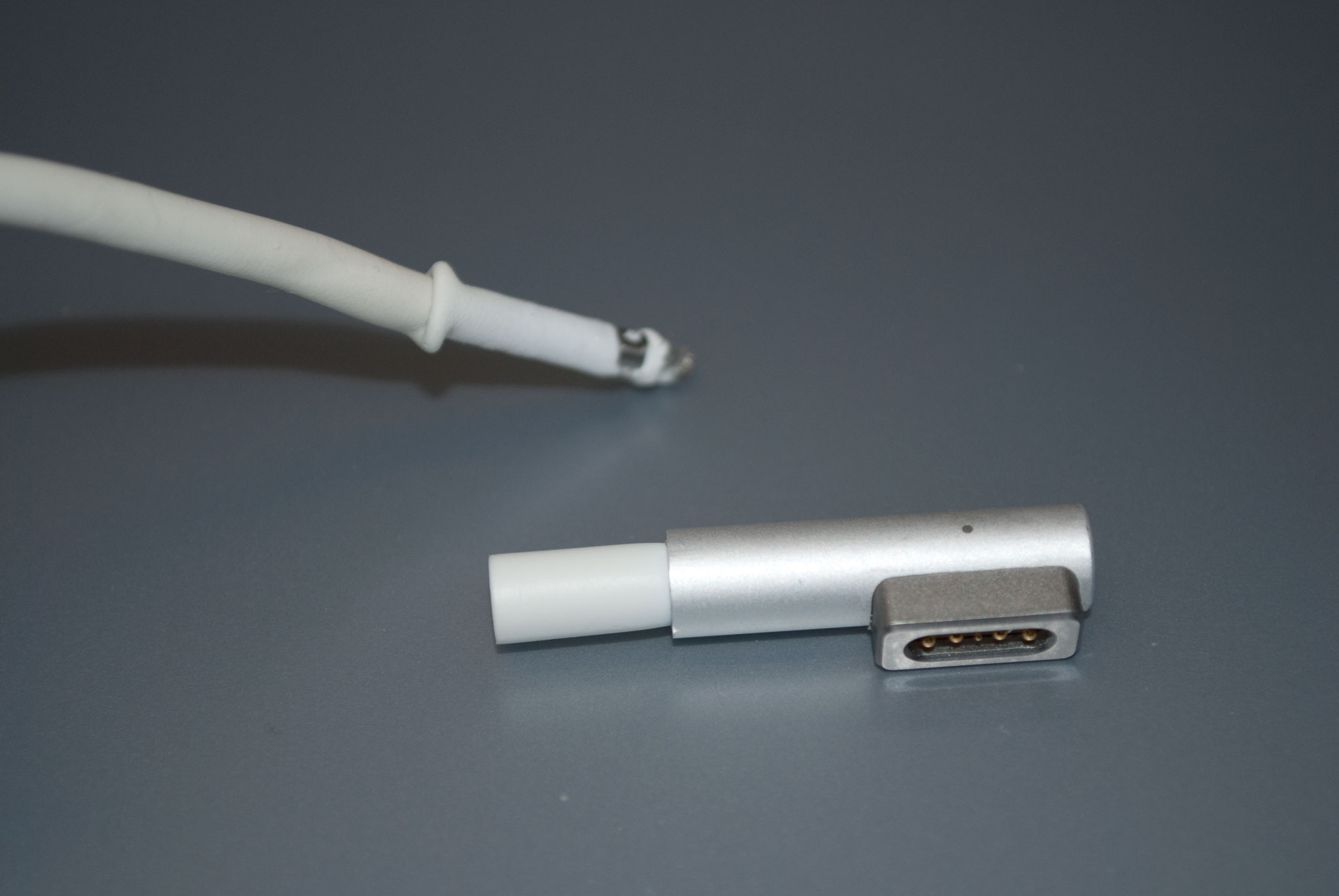
موصل ماج سيف على شكل L، قطع سلك الطاقة الخاص به
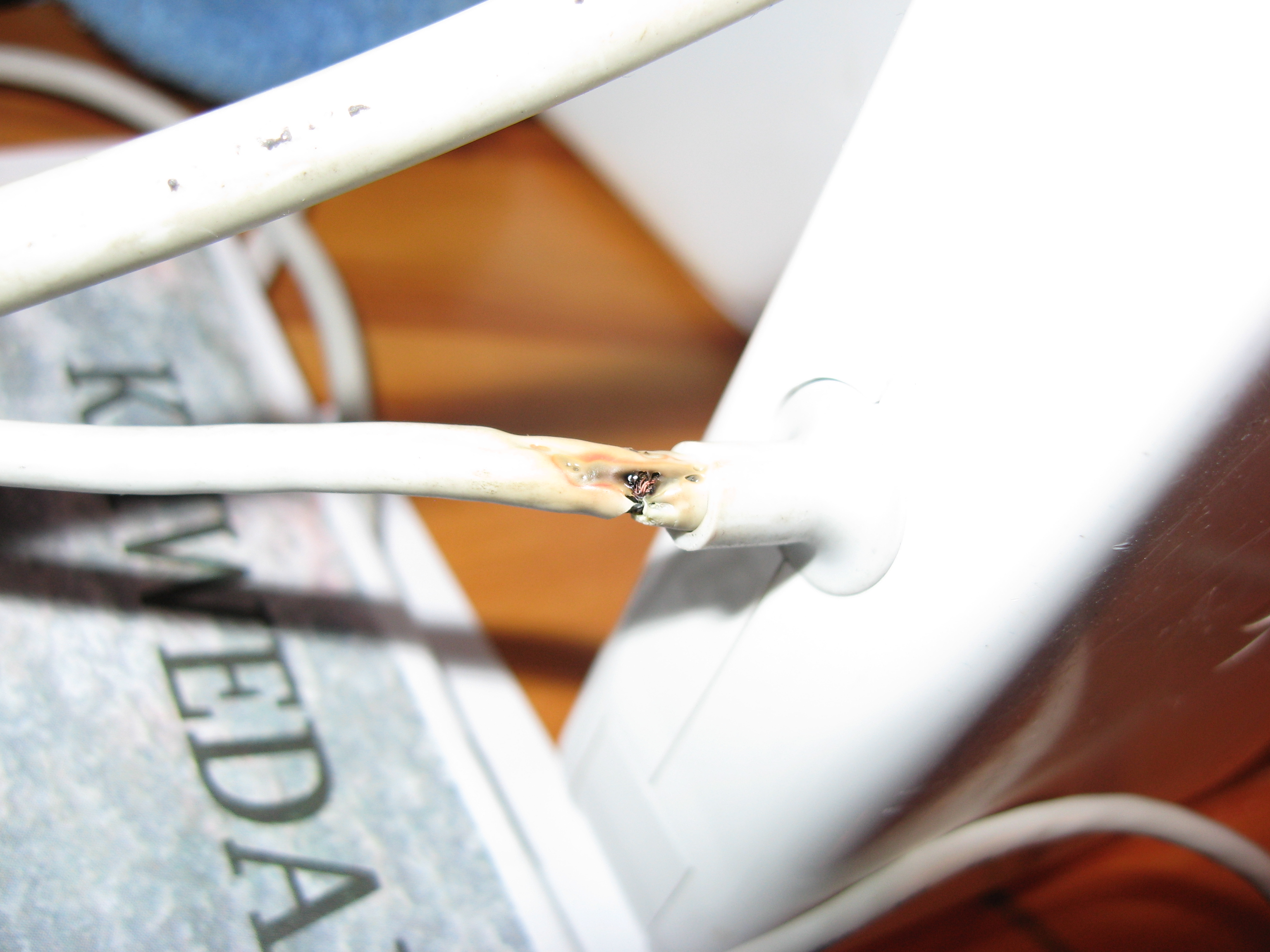
ماج سيف مع كل من الأسلاك المهترئة والغلاف الذائب، كما يُزعم في عام 2009 دعوى قضائية جماعية

## وصلات خارجية
- "The Power of Magnets". آرس تكنيكا (review). MacBook Pro. 1 مارس 2006. مؤرشف من الأصل في 2008-09-15. Part of the Ars Technica review of the MacBook Pro is dedicated to the MagSafe connector.
- "Where Are the MagSafe Adapters for Cars and Airplanes?". ZDNet. 28 يونيو 2006. مؤرشف من الأصل في 2014-11-05.
- "MagSafe" (patent). أبل. مؤرشف من الأصل في 2011-10-31.